# Aeroporto Internacional Capitão Rolden
O Aeroporto Internacional Capitão David Abensur Rengifo (IATA: PCL, ICAO: SPCL) é um aeroporto peruano localizado perto da cidade de Pucallpa. O aeroporto, mantido pela AdP S.A. (Aeropuertos del Perú S.A.), é o aeroporto principal da região Ucayali.